# Gemini Twins
Anthony Senter (Canarsie, 31 marzo 1955) e 
  Joseph Testa (24 gennaio 1955) sono due mafiosi statunitensi appartenenti alla famiglia criminale Lucchese. In passato, entrambi hanno fatto parte della famigerata banda di DeMeo, legata alla famiglia Gambino. Nel 1989, Senter e Testa sono stati condannati per racket e per dieci omicidi ciascuno, ricevendo una pena all'ergastolo in un carcere federale. Senter è stato rilasciato sulla parola nel 2023, seguito da Testa nel 2024.

## Biografie

### Anthony Michael Senter
Anthony Michael Senter nacque il 31 marzo 1955 a Canarsie, un quartiere di Brooklyn, New York, da immigrati italiani: il padre Michael Senter, originario del Nord Italia, e la madre proveniente da Rovereto. Il cognome di famiglia era inizialmente "Sente", ma venne successivamente anglicizzato in "Senter". Suo zio, Robert Senter, affiliato alle famiglie mafiose Gambino e Colombo, era proprietario della Canarsie Recycling Company. Da giovane, Anthony lavorò sia nella piccola impresa di rimozione detriti del padre sia nell’azienda di nettezza urbana gestita dallo zio. Il 24 luglio 1977, Anthony Senter sposò una donna italo-americana durante una cerimonia in una sala ricevimenti a Canarsie, Brooklyn. Al matrimonio parteciparono numerosi esponenti del crimine organizzato, tra cui Roy DeMeo, membro di spicco della famiglia Gambino.

### Joseph Carmine Testa
Joseph Carmine Testa nacque il 24 gennaio 1955 negli Stati Uniti. Era uno dei nove figli di un camionista e di una casalinga. Anche suo fratello, Patrick Testa, intraprese la carriera criminale, entrando a far parte della banda di DeMeo.

## Carriera criminale

### Gemini Twins
Durante l’adolescenza, Anthony Senter divenne grande amico di Joseph Testa. Quando Testa aveva quindici anni, un vicino di tredici anni fu aggredito da un uomo portoricano armato di coltello, proveniente da East New York. La vittima raccontò l'accaduto a Testa, che radunò Senter e altri amici, e con un’auto presa in prestito passarono l’intera giornata a cercare l’aggressore. Nel 1973, Testa rischiò la vita durante una rissa in un bar con un avversario portoricano, che gli perforò un polmone con una coltellata. In risposta, Senter rintracciò l’aggressore e lo pestò quasi a morte a mani nude.
Già nel 1970, all’età di soli 15 anni, Senter era stato condannato tre volte per furto d’auto. Tuttavia, sia per lui che per Testa, tutte le accuse vennero archiviate poiché erano minorenni all’epoca dei reati. Con il tempo, i due amici si guadagnarono il soprannome di "Gemini Twins", per via del loro legame inseparabile e perché il loro ritrovo abituale, insieme alla banda di DeMeo, era il famigerato Gemini Lounge.

### La banda di DeMeo

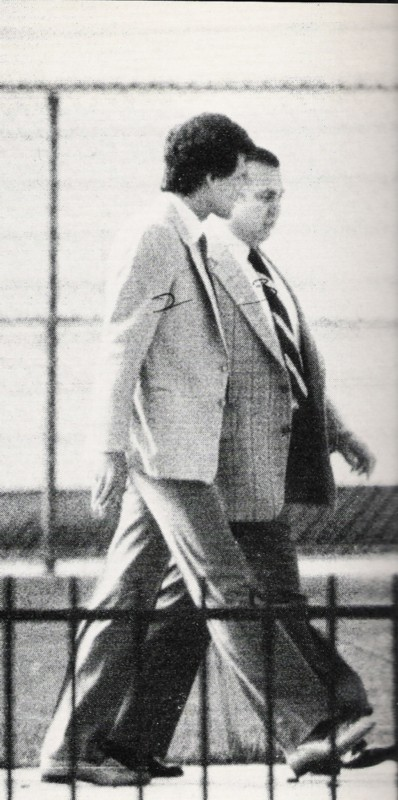
Testa (a sinistra) e Roy DeMeo in una foto scattata dall'FBI nel 1982 durante un’operazione di sorveglianza.

Chris Rosenberg reclutò Anthony Senter e Joseph Testa inizialmente per lavare la sua Corvette e la sua Porsche e per rubare auto su commissione. Fu proprio Rosenberg a presentare i suoi amici a Roy DeMeo, che li invitò a unirsi alla sua banda. DeMeo, Rosenberg, Senter e Testa divennero presto il nucleo centrale della cosiddetta "banda di DeMeo", tristemente celebre per la sua spietata violenza. Si stima che il gruppo sia stato coinvolto in un numero compreso tra 75 e 200 omicidi, tra la metà degli anni ’70 e l’inizio degli anni ’80.
Senter si costruì una solida reputazione all’interno della banda grazie agli ingenti profitti che garantiva tramite il traffico di auto rubate. Nonostante fosse uno dei principali "produttori di denaro" per il Gemini Lounge, Senter non era ben visto da Albert DeMeo, figlio di Roy. Il giovane Albert lo descrisse con diffidenza, affermando che «c’era qualcosa di viscido e falso in lui».
Il 19 aprile 1979, Roy DeMeo giustiziò pubblicamente lo studente universitario Dominick Ragucci, scambiandolo erroneamente per un sicario cubano. Dopo questo omicidio, l'intera banda si diede alla macchia: Senter e Testa fuggirono in California per evitare l'arresto. In seguito all’assassinio di Chris Rosenberg, Joseph Testa prese il posto di braccio destro di Roy DeMeo, ruolo che fino ad allora era stato ricoperto dallo stesso Rosenberg.

### L'omicidio di Roy DeMeo
Il 10 gennaio 1983, Roy DeMeo si recò all’officina di Patrick Testa, la Patrick Testa Motors Inc. a Canarsie, Brooklyn, per un incontro con i suoi uomini. Dieci giorni dopo, il 20 gennaio, il suo cadavere fu ritrovato nel bagagliaio della sua Cadillac Coupe DeVille, con un lampadario appoggiato sopra al corpo. L'auto era stata abbandonata nel parcheggio del Varuna Boat Club. DeMeo era stato ucciso con numerosi colpi di pistola alla testa; aveva anche una ferita da proiettile alla mano, che gli investigatori interpretarono come un tentativo istintivo di difendersi mentre veniva colpito. In un primo momento, le autorità sospettarono che l'autore del delitto fosse Anthony Gaggi, ma questi non fu mai formalmente incriminato.
Secondo le dichiarazioni di Anthony Casso, ex boss reggente della famiglia Lucchese, DeMeo venne eliminato proprio nella casa di Patrick Testa a Canarsie, per mano di Joseph Testa e Anthony Senter. L’omicidio sarebbe avvenuto in seguito a un accordo tra Casso e la famiglia Gambino: Paul Castellano e Frank DeCicco, non riuscendo ad eliminare DeMeo nell’autunno del 1982, affidarono a Casso il contratto. Quel giorno, DeMeo era seduto, in attesa di un caffè, quando Testa e Senter aprirono il fuoco su di lui. Anthony Gaggi, contrariamente alle voci iniziali, non era presente alla scena.
Sammy "The Bull" Gravano, collaboratore di giustizia ed ex sottocapo dei Gambino, raccontò che Castellano voleva sterminare l’intera banda di DeMeo, definendo i suoi membri ormai come veri e propri serial killer. Il contratto fu affidato a Frank DeCicco. Resosi conto della difficoltà dell’impresa, DeCicco si rivolse ai Gemini Twins, Testa e Senter, rivelando loro del contratto sulla loro testa, ma garantendo che avrebbero ottenuto il perdono se avessero eliminato DeMeo.
Dopo l’omicidio, la famiglia Gambino mantenne la parola data: risparmiò Senter e Testa, ma decise di non volerli più tra le proprie fila. Per questo motivo i due furono "trasferiti" sotto la protezione di Anthony Casso e della famiglia Lucchese.

### La famiglia Lucchese
Dopo l’assassinio di Roy DeMeo, Anthony Senter e Joseph Testa passarono gradualmente sotto l’ala della famiglia criminale Lucchese. Secondo quanto raccontato da Anthony Casso, furono proprio loro i responsabili dell’omicidio del gangster russo-americano Vladimir Reznikov, avvenuto il 13 giugno 1986. Reznikov avrebbe minacciato di morte Marat Balagula e la sua famiglia: Balagula, immigrato ucraino, era allora il leader incontrastato della mafia russa a Brighton Beach.
Balagula, che in quel periodo gestiva una redditizia operazione di contrabbando di carburante dal valore di milioni di dollari, pagava regolarmente tangenti alle Cinque Famiglie di New York. Queste ultime lo consideravano uno dei loro più importanti finanziatori, secondo solo al traffico di droga in termini di profitti.

## Arresti e conseguenze
Nel 1986, Anthony Senter e Joseph Testa furono assolti dall'accusa di cospirazione per traffico di auto rubate; tuttavia, la giuria non riuscì a raggiungere un verdetto unanime sulle imputazioni di omicidio a loro carico.
Il 14 settembre 1989, entrambi furono condannati all’ergastolo. Senter scontò la sua pena nel penitenziario federale di Allenwood, in Pennsylvania, mentre Testa fu incarcerato presso l'Istituto Correzionale Federale di Terminal Island, per reati che comprendevano numerosi omicidi.
Nel 1994, emerse un caso curioso: il cugino di Senter, Dominic Vulpis, proprietario di un’azienda di smaltimento rifiuti, scoprì che erano stati versati contributi pensionistici su un conto del sindacato Teamsters intestato a Senter. Un investigatore giudiziario accertò che, durante i sei anni in cui Senter era detenuto con ergastolo, erano stati versati circa 30.000 dollari. Secondo i funzionari sindacali, se i versamenti della Canarsie Recycling fossero proseguiti per altri cinque anni, Senter avrebbe potuto maturare una pensione mensile di 1.400 dollari. Tuttavia, Senter non percepirà mai quella pensione: il sindacato Teamsters lo espulse e il Fondo Pensione respinse la sua richiesta. Non è chiaro se Vulpis o la sua azienda abbiano poi ottenuto il rimborso dei contributi versati in modo fraudolento.
Il 22 giugno 2022, la Commissione per la Libertà Vigilata degli Stati Uniti (USPC) concesse la libertà condizionale a Senter, fissando il suo rilascio per il 22 giugno 2024. Nel dicembre 2023, fu trasferito dal penitenziario di Canaan, in Pennsylvania, a una comunità di reinserimento a New York.
Nel febbraio 2024, anche Testa ricevette l'ordine di rilascio da parte dell'USPC. Fu effettivamente scarcerato il 30 aprile 2024.